# Mario Briceño Iragorry
Mario Briceño Iragorry (Trujillo, 15 de septiembre de 1897-Caracas, 6 de junio de 1958) fue un abogado, historiador, escritor, diplomático y político venezolano.

## Biografía
Mario Briceño Iragorry fue el hijo mayor de Jesús Briceño Valero y de María Iragorry. Estudió la primaria en su pueblo natal y el bachillerato en el Colegio Federal de Varones de Valera. En 1912  se trasladó a Caracas e ingresó a la Academia Militar donde conoció al futuro presidente Isaías Medina Angarita. En 1914, regresó a Trujillo donde ejerció el periodismo. Se trasladó a Mérida en 1918 para seguir estudios de derecho en la  Universidad de los Andes, donde en 1920, se graduó de abogado.

### Matrimonio
En Mérida conoció a Josefina Picón Gabaldón con quien contrajo matrimonio en 1923.  

## Vida política
Fue director de política y encargado de la secretaría del estado Mérida en 1919. En 1921 regresó a Caracas, ingresando a la Dirección de Política Internacional del Ministerio de Relaciones Exteriores junto a Lisandro Alvarado, Jacinto Fombona  Pachano y José Antonio Ramos Sucre. Simultáneamente, era docente del Liceo Andrés Bello, del cual llegó a ser director. En 1922 se convirtió en secretario de la Cámara de Diputados y posteriormente cónsul de Venezuela en Nueva Orleans (1923-25).
En 1927, Briceño regresó a Trujillo para ejercer la presidencia interina de ese estado. Ese mismo año, fue director de la Escuela de Ciencias Políticas. En 1928, fue designado presidente del estado Carabobo y Secretario de la Universidad Central de Venezuela.  Mario Briceño Iragorry se incorporó a la Academia Nacional de la Historia y de la Lengua en 1932. Desde 1936 hasta 1941 fue ministro plenipotenciario en Centroamérica, con sede en San José, Costa Rica.

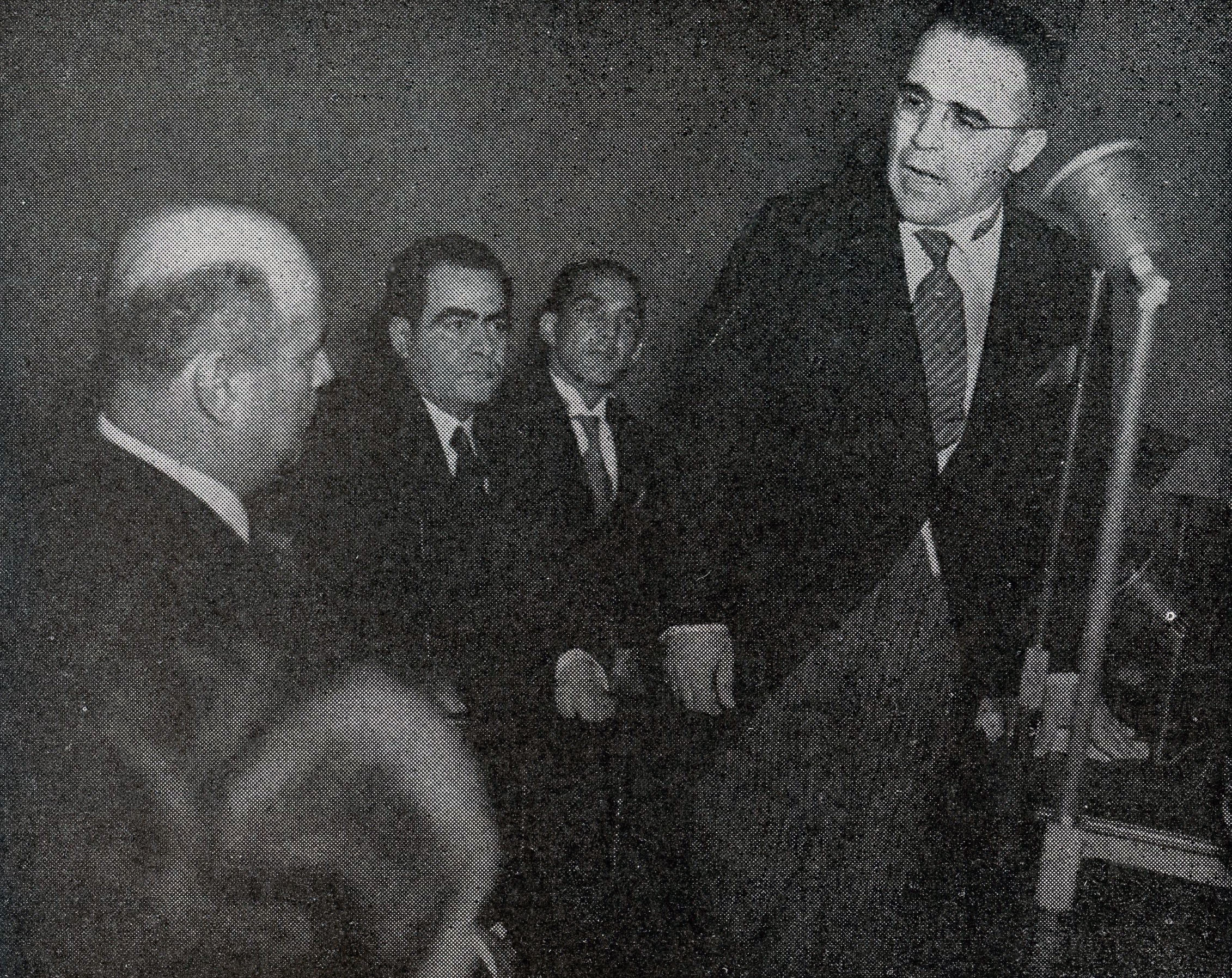
Mario Briceño Iragorry y el presidente Isaías Medina Angarita.

Durante el gobierno del general Medina Angarita desempeñó también la Dirección del Archivo General de la Nación (1942-1943), la Presidencia del Estado Bolívar (1943-1944) y la presidencia del Congreso de los Estados Unidos de Venezuela (1945). El presidente Medina Angarita es derrocado el 18 de octubre de 1945, Briceño Iragorry fue detenido pero a los pocos días fue liberado y se dedicó a ejercer su profesión de abogado. En 1946, recibió el Premio Municipal de Literatura  por su obra «Casa León y su tiempo» y en 1948, fue galardonado con el primer Premio Nacional de Literatura por su libro «El regente Heredia o la Piedad heroica». 
En las elecciones de 1948 Briceño Iragorry formó parte de Unión Republicana Democrática (URD) y apoyó la candidatura presidencial de Jóvito Villalba. En 1949 la Junta Militar que derrocó al presidente Rómulo Gallegos lo nombra embajador en la República de Colombia. Con motivo del desacuerdo con los criterios emergentes en el arte contemporáneo en 1952 sostuvo una célebre polémica con el pintor Alejandro Otero que defendía el abstraccionismo y la modernidad. 
En las elecciones parlamentarias de 1952 fue parte clave de URD pero tras el desconocimiento de los resultados adversos a la Junta Militar de Gobierno se asiló en la embajada de Brasil. Transcurrió el exilio en  Costa Rica en 1953 y luego en Madrid (1953-1958). En esos años estuvo madurando sus ideales políticos sobre el nacionalismo a través de diferentes publicaciones.

### Fallecimiento

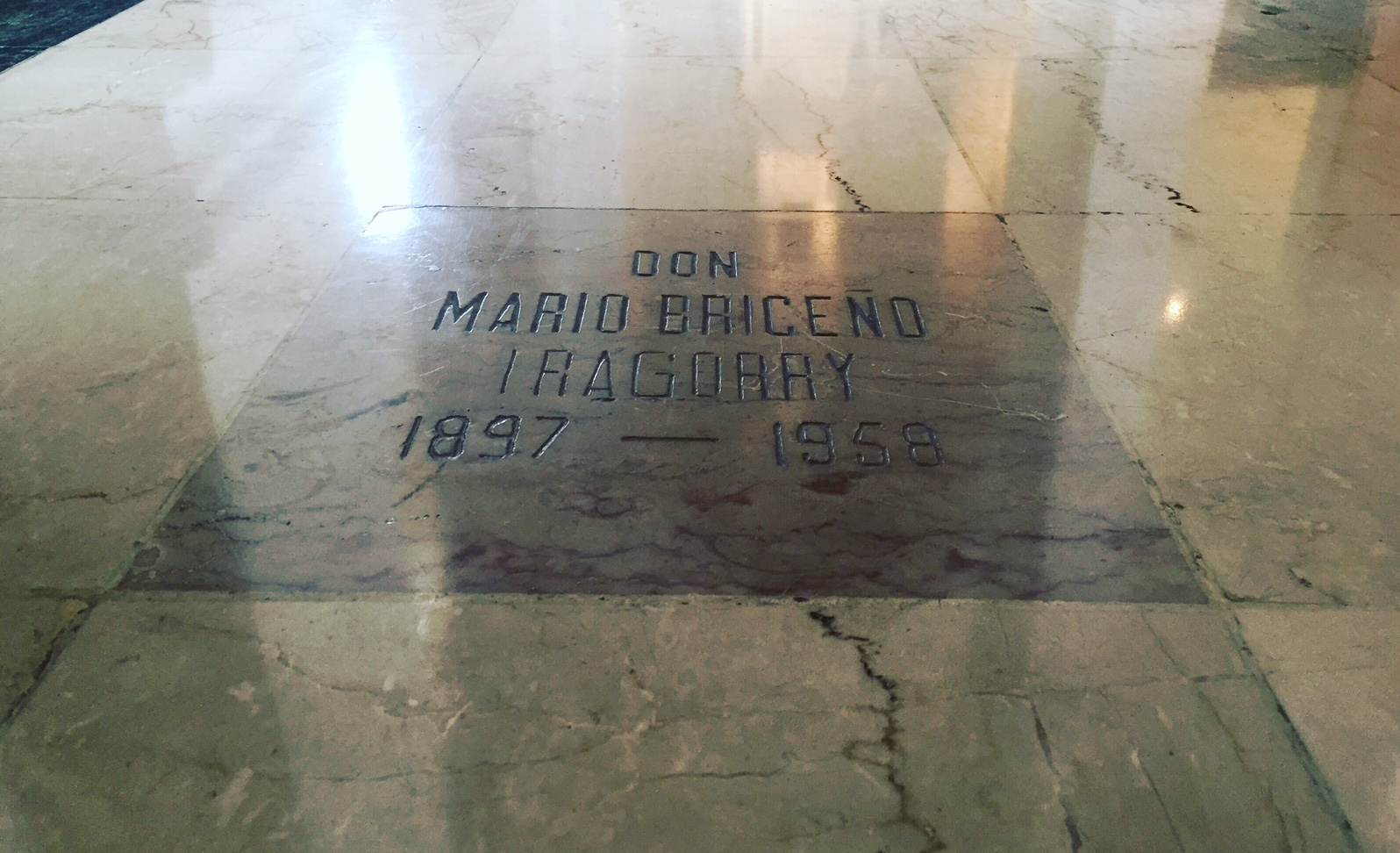
Tumba de Mario Briceño Iragorry en el Panteón Nacional de Venezuela.

En abril de 1958, Mario Briceño Iragorry retornó a Venezuela después del derrocamiento del general Marcos Pérez Jiménez. Dos meses más tarde murió en Caracas. Sus restos fueron llevados al Panteón Nacional el 6 de marzo de 1991.

## Obras

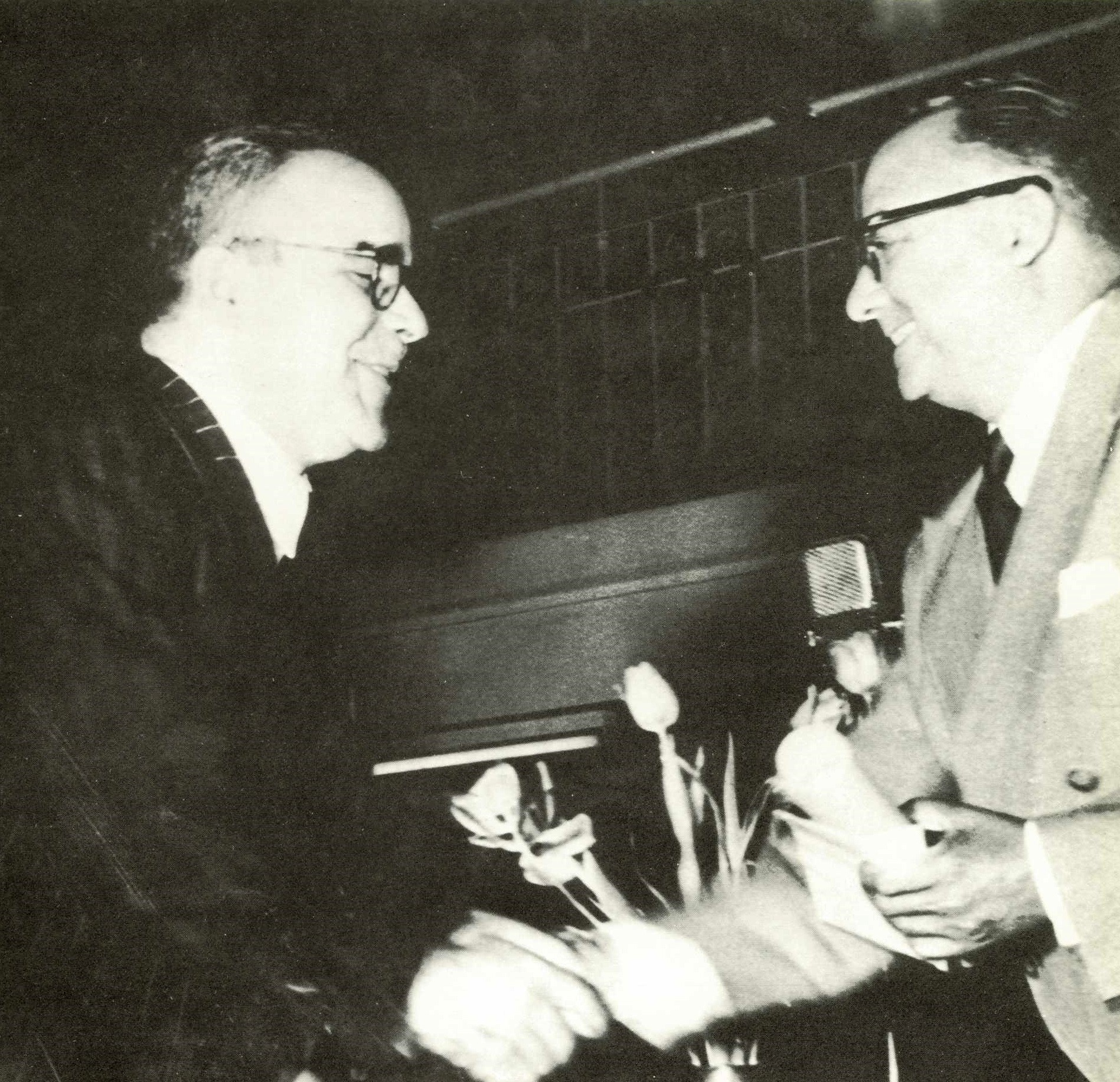
Mario Briceño Iragorry recibe el Premio Nacional de Literatura de manos de Rómulo Betancourt en 1947.

Algunas de las publicaciones de Briceño Iragorry son: 
- Horas (1921)
- Motivos (1922)
- Ventanas en la noche (1925)
- El Caballo de Ledesma (1951)
- La hora undécima: hacia una teoría de lo venezolano (1956)
- Los Ribera (1957, única novela)
- Relación geográfica de la Provincia de Cuyas
- Trujillo
- Sentido y Ámbito del Congreso de Angostura
- Lecturas  Venezolanas
- Sentido y presencia de Miranda
- Tapices de Historia Patria
- La Tragedia de Peñalver
- Mensaje sin Destino (1952)
- Tradición, nacionalidad y americanidad (1955)[2]
- Por la ciudad hacia el mundo (1957)